# Loudon Wainwright III
Pour les articles homonymes, voir Wainwright.
Loudon Wainwright III est un chanteur de musique folk et un acteur américain né le 5 septembre 1946, époux de Kate McGarrigle, père de Rufus Wainwright et de Martha Wainwright, tous trois musiciens également.

## Biographie
Il décide de faire de la musique après avoir écouté le « All Shook Up » d’Elvis Presley et apprend la guitare après avoir vu Bob Dylan au festival de Newport en 1963.

## Discographie

### Albums studio
- Loudon Wainwright III (1970)
- Album II (1971)
- Album III (1972)
- Attempted Mustache (1973)
- Unrequited (1975)
- T Shirt (1976)
- Final Exam (1978)
- Fame and Wealth (1983)
- I'm Alright (1985)
- More Love Songs (1986)
- Therapy (1989)
- History (1992)
- Grown Man (1995)
- Little Ship (1997)
- Social Studies (1999)
- Last Man on Earth (2001)
- Here Come the Choppers (2005)
- Strange Weirdos (2007)
- Recovery (2008)
- High Wide & Handsome: The Charlie Poole Project (2009)
- 10 Songs for the New Depression (2010)
- Older Than My Old Man Now (2012)
- Haven't Got the Blues (Yet) (2014)

### Live albums
- A Live One (1979)
- Career Moves (1993)
- So Damn Happy (2003)

### Compilations
- One Man Guy: The Best of Loudon Wainwright III 1982–1986 (1994)
- BBC Sessions (1998)
- 40 Odd Years (2011)

### Singles
- "Dead Skunk" / "Needless to Say" (1973) (U.S. Pop #16)
- "Down Drinking at the Bar" / "I Am the Way" (1974)
- "Five Years Old" / "Rambunctious" (1983, Demon)
- "Five years old" / "The Grammy song" (1983, Rounder)
- "Cardboard Boxes" / "Colours" (1985, Demon)
- "Unhappy Anniversary" / "The Acid Song" (1986, Demon)
- "Thank You, Girl" (John Hiatt) / "My Girl" (avec John Hiatt) (1987)
- "Your Mother and I" / "At the End of a Long Lonely Day" (avec John Hiatt) (1987)
- "T.S.D.H.A.V." / "Nice Guys" (1989, Silvertone)
- "Jesse Don't Like It" (live) / "T.S.D.H.A.V." (live) (1990, Hannibal)
- "Silent Night, Holy Night" (Terry Callier) / "The Little Drummer Boy" (John Scofield & Loudon Wainwright) Verve records, 1999
- "Y2K" (Rykodisc, 1999)
- "Nanny" (Evangeline, 2005)

Disques promotionnels
- "Bell bottom pants"-mono / "Bell bottom pants"-stereo, 1973, Columbia 45 T
- "The Swimming song"-stereo / "The Swimming song"-mono", 1973 Columbia 45 T
- "Bicentennial"-mono / "Bicentennial"-stereo, 1976 Arista 45 T
- "This year" -one sided disc, 1988 Silvertone 45 T
- "Y2K" 6 track radio edits of the song "Y2K" Rykodisc
- "History promo #1" Talking new Bob Dylan, Hitting you, People in love, Virgin, 1992
- "History promo #2" The Doctor, When I'm at your house, So many songs, Men, Virgin, 1992
- "History promo #3" People in love, Virgin, 1992
- "Career moves" promo, Suddenly it's Christmas, Virgin, 1993
- "Grown man" promo, 1994, IWIWAL (I wish I was a lesbian, Cobwebs, Grown man, Virgin, 1995
- "Little ship" promo, Mr. Ambivalent, Virgin, 1997
- "So Damn Happy" promo No. 1, Something for nothing", Sanctuary, 2003
- "So damn happy" promo No. 2, The Picture, The Shit song (Radio edit) You never phone, Sanctuary records, 2003
- "Daughter" from Strange weirdos, Concord records, 2007

### Contributions
- The New Age of Atlantic – "Motel Blues" (1972)
- Earl Scruggs Review Anniversary Special, Volume One – "Swimming Song", "Gospel Ship" (1975)
- Nyon Folk Festival – "The Waitress Song" (1979)
- Feed the Folk – "Outsidey" (1985)
- The Slugger's Wife Soundtrack – "Hey, Hey, My My" (avec Rebecca De Mornay) (1985)
- From Hell to Obscurity –  "Colours", "At the End of a Long Lonely Day" (avec John Hiatt), "My Girl" (avec John Hiatt) (1989)
- Super Hits of the '70s: Have a Nice Day, Vol. 10 – "Dead Skunk" (1990, Rhino)
- 70s Greatest Rock, Vol. 10: Hitchin' a Ride – "Dead Skunk" (1991, Priority)
- Dr. Demento Presents..., Vol. 4: The 1970s – "Dead Skunk"
- Signed, Sealed, Delivered – "Virgin 21" (1994, Virgin, UK)
- Life in the Folk Lane II – "Hard Day on the Planet" (1994, Diablo/Demon)
- Beat the Retreat: Songs by Richard Thompson – "A Heart Needs a Home" (avec Shawn Colvin) (1995, Capitol)
- Troubadours of Folk, Vol. 4: The '70s – "Old Friend" (1995, Rhino)
- Golfs Greatest Hits – "Golfin' Blues" (1996, Teed Off Records, distributed by BMG)
- The Best of Mountain Stage, Volume 1 – "Bill of Goods" (1996, Blue Plate Music)
- Mellow Rock Hits of the '70s: Sundown – "Glad to See You've Got Religion" (1997, Rhino)
- Soft Rock Classics – "Glad to See You've Got Religion" (1998, Rhino)
- KBCO Studio C, Volume 4 – "Cardboard Boxes" (KBCO)
- Family Album – "The Picture" (1998, Gadfly)
- Best of the Cambridge Folk Festival, 1977–1997 – Medley: "The Swimming Song/Pretty Little Martha/Dump the Dog" (1998)
- Welcome to High Sierra – "Primrose Hill" (1998, High Sierra)
- Bleecker Street – "Pack Up Your Sorrows" (avec Iris DeMent) (1999, Astor Place)
- Live at the World Café - Volume 9 (1999) – "Sunday Times"
- Seka – Sister, Volume 2 – "Pretty Good Day" (2000, Twah!)
- Si Dolce –  "I am the Way", "The Last Day", "Road Ode", "Five Years Old" (2000)
- 28 Days Soundtrack – "Heaven and Mud", "Drinking Song", "White Winos", "Dreaming" (2000, Uni Records/Varèse Sarabande)
- Washington Square Memoirs: The Great Urban Folk Boom (1950–1970) – "School Days" (2001, Rhino)
- Love Songs For New York: Wish You Were Here – "No Sure Way" (2002, Megaforce)
- 107.1 KGSR Radio Austin – Broadcasts Vol.10 (2002) – "No Sure Way"
- The Aviator: Music From The Motion Picture – "After You've Gone" (2004) [Columbia/Sony Music Soundtrax]
- Golden Slumbers: A Father's Love – "Daughter" (2005, Rendezvous Records)
- Rogue's Gallery: Pirate Ballads, Sea Songs, and Chanteys – "Turkish Revelry", "Good Ship Venus" (2006, ANTI-)
- Boardwalk Empire Volume 1: Music From The HBO Original Series
- Boardwalk Empire Volume 2: Music From The HBO Original Series

## Filmographie partielle

### Au cinéma
- 2012 : Sleepwalk with Me de Mike Birbiglia : Uncle Max